# Donald Petrie (réalisateur)
Pour les articles homonymes, voir Petrie et Donald Petrie.
Donald Petrie est un acteur et réalisateur américain né le 2 avril 1954 à New York, dans le quartier de Manhattan.
Il est le fils du réalisateur Daniel Petrie (1920–2004). 

## Biographie
Donald Petrie débute comme acteur pour des séries télévisées, puis pour le cinéma (dans trois films dont Le Policeman, réalisé par son père en 1981). Alors élève de l'American Film Institute, son premier court-métrage, The Expert, retient l'attention de Steven Spielberg qui lui propose de tourner un épisode de la série Histoires fantastiques en 1985.
Après plusieurs contributions aux séries télévisées, il s'attaque au cinéma en 1988 avec Mystic Pizza, succès critique et commercial qui lance Julia Roberts sur la scène internationale. Il enchaîne ensuite les comédies comme Les Grincheux en 1993 avec Jack Lemmon et Walter Matthau, Richie Rich en 1994 avec Macaulay Culkin, ou encore Miss Détective en 2000 avec Sandra Bullock. Toujours aussi à l'aise dans le domaine de la comédie, Donald Petrie ajoute une pincée de romantisme à son répertoire avec Comment se faire larguer en 10 leçons en 2003.

## Filmographie

### Réalisateur

#### Cinéma
- 1988 : Mystic Pizza
- 1990 : Dans les pompes d'un autre (Opportunity Knocks)
- 1992 : Amazing Stories: Book Four (vidéo)
- 1993 : Les Grincheux (Grumpy Old Men)
- 1994 : The Favor
- 1994 : Richie Rich
- 1996 : L'Associé (The Associate)
- 1999 : Mon Martien bien-aimé (My Favorite Martian)
- 2000 : Miss Détective (Miss Congeniality)
- 2003 : Comment se faire larguer en dix leçons (How to Lose a Guy in 10 Days)
- 2004 : Bienvenue à Mooseport (Welcome to Mooseport)
- 2006 : Lucky Girl (Just My Luck)
- 2008 : Vacances à la grecque (My Life in Ruins)
- 2018 : Little Italy

#### Télévision
- 1985 : Histoires fantastiques, épisode Mr. Magic
- 1985 : MacGyver (saison 1, épisodes 2 et 5)
- 1985 : Equalizer (The Equalizer)
- 1986 : Have You Tried Talking to Patty?
- 1989 : Men
- 1992 : Un drôle de shérif (Picket Fences)
- 1993 : Country Estates
- 1994 : La Vie à tout prix (Chicago Hope)
- 1997 : Players, les maîtres du jeu (Players)
- 2000 : Opposite Sex

### Acteur

#### Cinéma
- 1977 : Le Tournant de la vie : Barney Joe
- 1979 : HOTS : Doug
- 1980 :  Le corbillard (en) (The Hearse) de George Bowers : Luke
- 1981 : Le Policeman (Fort Apache the Bronx) : la jeune recrue
- 1982 : Voyager from the Unknown

#### Télévision
- 1978 : Thou Shalt Not Commit Adultery
- 1980 : Haywire : Tom
- 1984 : L'Opération de la dernière chance (Why Me?)